# Proud Mary (film)
Pour les articles homonymes, voir Proud Mary (homonymie).
Pour plus de détails, voir Fiche technique et Distribution.
Proud Mary est un thriller américain réalisé par Babak Najafi, sorti en 2018.

## Synopsis
Mary Goodwin est une tueuse à gages professionnelle et solitaire qui travaille pour la mafia de Boston. Mais sa vie est chamboulée lorsqu'elle rencontre, lors d'un contrat qui se déroule mal, un adolescent nommé Danny dont elle vient d'abattre le père. Un an plus tard, le jeune homme travaille pour un criminel surnommé l'Oncle mais ce dernier menace de lui faire du mal s'il continue à lui voler de l'argent. Mary veille sur lui et, pour le protéger, assassine son boss et ses hommes de main. Cette tuerie déclenche une guerre entre Mary et le frère de l'Oncle qui souhaite se venger de sa mort...

## Fiche technique
Sauf indication contraire, les informations mentionnées dans cette section peuvent être confirmées par la base de données cinématographiques IMDb,  présente dans la section « Liens externes ».
- Titre original et français : Proud Mary
- Réalisation : Babak Najafi
- Scénario : John S. Newman (en), Christian Swegal et Steve Antin
- Décors : Carl Sprague
- Costumes : Deborah Newhall
- Photographie : Dan Laustsen
- Son : Kevin S. Parker
- Montage : Evan Schiff
- Musique : Fil Eisler
- Production : Tai Duncan, Mark Anthony Little et Paul Schiff (en)
  - Production déléguée : Glenn S. Gainor et Taraji P. Henson
  - Coproduction : Andrea Ajemian
- Société de production : Screen Gems
- Sociétés de distribution : Screen Gems (États-Unis), Sony Pictures Home Entertainment (France)
- Budget : 14 millions de dollars[1]
- Pays d'origine :  États-Unis
- Langue originale : anglais
- Format : couleur - 2,35:1 - son Dolby Digital
- Genre : thriller
- Durée : 88 minutes
- Dates de sortie : 
  - États-Unis : 12 janvier 2018[2]
  - France : 2 mai 2018 (directement en vidéo)[3]

## Distribution
- Taraji P. Henson (VF : Annie Milon) : Mary Goodwin
- Jahi Di'Allo Winston (VF : Enzo Ratsito) : Danny
- Billy Brown (VF : Gilles Morvan) : Tom
- Danny Glover (VF : Saïd Amadis) : Benny
- Xander Berkeley (VF : Stefan Godin) : Oncle
- Neal McDonough (VF : Bruno Dubernat) : Walter
- Margaret Avery : Mina
- Rade Šerbedžija (VF : Sacha Vikouloff) : Luka
- Erik LaRay Harvey (en) : Reggie

 Source et légende : version française (VF) sur RS Doublage

## Production
En janvier 2017, Taraji P. Henson est annoncé dans le rôle principal du film dont le tournage devrait débuter en avril 2017. Un mois plus tard, la date de sortie est fixée au 26 janvier 2018 et Babak Najafi est annoncé à la réalisation. En avril 2017, le reste de la distribution est annoncée et le tournage du film débute à Boston. Durant le mois de mai, il se poursuit dans l'État du Massachusetts. En juillet 2017, lors de la diffusion de la première bande-annonce, la date de sortie est avancée au 12 janvier 2018.